# 342620 Beita
342620 Beita este o planetă minoră (asteroid) din centura de asteroizi. A fost descoperită pe 25 octombrie 2008 la Observatorio de La Cañada⁠(d) de Juan Lacruz⁠(d). 
Obiectul prezintă o orbită caracterizată de o semiaxă mare de 3,1978936686907 UAi, o excentricitate de 0,2, o înclinație de 7 ° în raport cu ecliptica.